# Gyula Polgár
Gyula Sándor Polgár (en húngaro: Polgár Gyula Sándor, nacido como Gyula Sándor Pigniczki; Kistelek, Imperio austrohúngaro, 8 de febrero de 1912-Sídney, 18 de junio de 1992) fue un jugador y entrenador de fútbol húngaro. En su etapa como jugador profesional se desempeñaba como defensa o centrocampista.

## Selección nacional
Fue internacional con la selección de fútbol de Hungría en 26 ocasiones y convirtió 2 goles. Formó parte de la selección subcampeona de la Copa del Mundo de 1938.

### Participaciones en Copas del Mundo
| Mundial                        | Sede    | Resultado        | Partidos | Goles |
| ------------------------------ | ------- | ---------------- | -------- | ----- |
| Copa Mundial de Fútbol de 1934 | Italia  | Cuartos de final | 0        | 0     |
| Copa Mundial de Fútbol de 1938 | Francia | Subcampeón       | 1        | 0     |

## Clubes

### Como jugador
| Club         | País    | Año       |
| ------------ | ------- | --------- |
| MTK Budapest | Hungría | 1930      |
| Budai 11     | Hungría | 1931-1932 |
| Ferencváros  | Hungría | 1933-1944 |
| MTK Budapest | Hungría | 1945-1947 |
| AC Magenta   | Italia  | 1947-1948 |

### Como entrenador
| Club                | País      | Año       |
| ------------------- | --------- | --------- |
| Kiskunfélegyháza    | Hungría   | 1948-?    |
| Nagymányok          | Hungría   | ¿-?       |
| Pécsi Lokomotív     | Hungría   | ¿-1956    |
| APIA Leichhardt     | Australia | 1957-1960 |
| Melbourne Hellas    | Australia | 1961-1962 |
| APIA Leichhardt     | Australia | 1964      |
| St. George Budapest | Australia | 1968      |

## Palmarés

### Campeonatos nacionales
| Título              | Club        | País    | Año  |
| ------------------- | ----------- | ------- | ---- |
| Nemzeti Bajnokság I | Ferencváros | Hungría | 1934 |
| Copa de Hungría     | Ferencváros | Hungría | 1935 |
| Nemzeti Bajnokság I | Ferencváros | Hungría | 1938 |
| Nemzeti Bajnokság I | Ferencváros | Hungría | 1940 |
| Nemzeti Bajnokság I | Ferencváros | Hungría | 1941 |
| Copa de Hungría     | Ferencváros | Hungría | 1942 |
| Copa de Hungría     | Ferencváros | Hungría | 1943 |

### Copas internacionales
| Título                 | Club        | Sede          | Año  |
| ---------------------- | ----------- | ------------- | ---- |
| Copa de Europa Central | Ferencváros | Roma (Italia) | 1937 |

### Distinciones individuales
| Distinción                    | Año  |
| ----------------------------- | ---- |
| Futbolista del año en Hungría | 1934 |